# Lijst van voetbalinterlands Congo-Brazzaville - Niger
Deze lijst van voetbalinterlands is een overzicht van alle officiële voetbalwedstrijden tussen de nationale teams van Congo-Brazzaville en Niger. De landen hebben tot op heden zeven keer tegen elkaar gespeeld. De eerste ontmoeting was een vriendschappelijke wedstrijd op 3 oktober 1980 in Brazzaville. Het laatste duel, een groepswedstrijd tijdens het African Championship of Nations 2022, werd gespeeld op 20 januari 2023 in Oran (Algerije).

## Wedstrijden
| № | Plaats       | Datum            | Competitie                           | Wedstrijd                 | Uitslag |
| - | ------------ | ---------------- | ------------------------------------ | ------------------------- | ------- |
| 1 | Brazzaville  | 3 oktober 1980   | Vriendschappelijk                    | Congo-Brazzaville − Niger | 4 − 0   |
| 2 | Brazzaville  | 8 januari 1995   | Afrika Cup 1996 kwalificatie         | Congo-Brazzaville − Niger | 3 − 1   |
| 3 | Pointe-Noire | 9 juni 2012      | WK 2014 kwalificatie                 | Congo-Brazzaville − Niger | 1 − 0   |
| 4 | Niamey       | 7 september 2013 | WK 2014 kwalificatie                 | Niger − Congo-Brazzaville | 2 − 2   |
| 5 | Douala       | 21 januari 2021  | African Championship of Nations 2020 | Congo-Brazzaville − Niger | 1 − 1   |
| 6 | Manavgat     | 9 juni 2021      | Vriendschappelijk                    | Niger − Congo-Brazzaville | 0 − 1   |
| 7 | Oran         | 20 januari 2023  | African Championship of Nations 2022 | Congo-Brazzaville − Niger | 0 − 0   |

## Samenvatting
| Competitie                      | Totaal gespeeld | Winst Congo-Brazz. | Gelijk | Winst Niger | Doelsaldo Congo-Brazz. – Niger |
| ------------------------------- | --------------- | ------------------ | ------ | ----------- | ------------------------------ |
| WK-kwalificatie                 | 2               | 1                  | 1      | 0           | 3 − 2                          |
| Afrika Cup-kwalificatie         | 1               | 1                  | 0      | 0           | 3 − 1                          |
| African Championship of Nations | 2               | 0                  | 2      | 0           | 1 − 1                          |
| Vriendschappelijk               | 2               | 2                  | 0      | 0           | 5 − 0                          |
| Totaal                          | 7               | 4                  | 3      | 0           | 12 − 4                         |

Wedstrijden bepaald door strafschoppen worden, in lijn met de FIFA, als een gelijkspel gerekend.
FCF · 
Vrouwenelftal van Congo-Brazzaville
1960–1969 ·
1970–1979 ·
1980–1989 ·
1990–1999 ·
2000–2009 ·
2010–2019 ·
2020−2029
1960 ·
1961 ·
1962 ·
1963 ·
1964 · 
1965 ·
1966 · 
1967 ·
1968 · 
1969 ·
1970 · 
1971 ·
1972 · 
1973 ·
1974 · 
1975 · 
1976 ·
1977 · 
1978 ·
1979 ·
1979 · 
1980 ·
1980 · 
1981 ·
1982 ·
1983 ·
1984 · 
1985 ·
1986 · 
1987 ·
1988 · 
1989 ·
1990 · 
1991 ·
1992 · 
1993 ·
1994 · 
1995 ·
1996 · 
1997 ·
1998 · 
1999 ·
2000 · 
2001 ·
2002 · 
2003 ·
2004 · 
2005 · 
2006 ·
2007 · 
2008 ·
2009 · 
2010 · 
2011 ·
2012 · 
2013 · 
2014 ·
2015 ·
2016 ·
2017 ·
2018 ·
2019 ·
2020 ·
2021 ·
2022 ·
2023
Algerije ·
Angola ·
Benin ·
Burkina Faso ·
Burundi ·
Canada ·
Centraal-Afrikaanse Republiek ·
Congo-Kinshasa ·
Egypte ·
Equatoriaal-Guinea ·
Ethiopië ·
Gabon ·
Gambia ·
Ghana ·
Guinee ·
Guinee-Bissau ·
Ivoorkust ·
Kaapverdië ·
Kameroen ·
Kenia ·
Liberia ·
Libië ·
Madagaskar ·
Malawi ·
Mali ·
Marokko ·
Mauritanië ·
Mauritius ·
Mozambique ·
Namibië ·
Niger ·
Nigeria ·
Noord-Korea ·
Oeganda ·
Rwanda ·
Sao Tomé en Principe ·
Saoedi-Arabië ·
Senegal ·
Sierra Leone ·
Soedan ·
Swaziland ·
Tanzania ·
Thailand ·
Togo ·
Tsjaad ·
Tunesië ·
Zambia ·
Zimbabwe ·
Zuid-Afrika ·
Zuid-Soedan
FNF · Nigerees vrouwenelftal
Interlands
Tegenstander:
Algerije ·
Angola ·
Benin ·
Botswana ·
Burkina Faso ·
Burundi ·
Congo-Brazzaville ·
Congo-Kinshasa ·
Djibouti ·
Egypte ·
Equatoriaal-Guinea ·
Ethiopië ·
Gabon ·
Gambia ·
Ghana ·
Guinee ·
Ivoorkust ·
Kaapverdië ·
Kameroen ·
Lesotho ·
Liberia ·
Libië ·
Madagaskar ·
Mali ·
Marokko ·
Mauritanië ·
Mozambique ·
Namibië ·
Nigeria ·
Oeganda ·
Oekraïne ·
Senegal ·
Sierra Leone ·
Soedan ·
Somalië ·
Swaziland ·
Tanzania ·
Togo ·
Tsjaad ·
Tunesië ·
Zambia ·
Zuid-Afrika